# スコット・シェブラー
スコット・アンソニー・シェブラー（Scott Anthony Schebler, 1990年10月6日 - ）は、アメリカ合衆国アイオワ州リン郡シーダーラピッズ出身のプロ野球選手（外野手）。右投左打。愛称はシェブ（Scheb）。

## 経歴

### プロ入りとドジャース時代

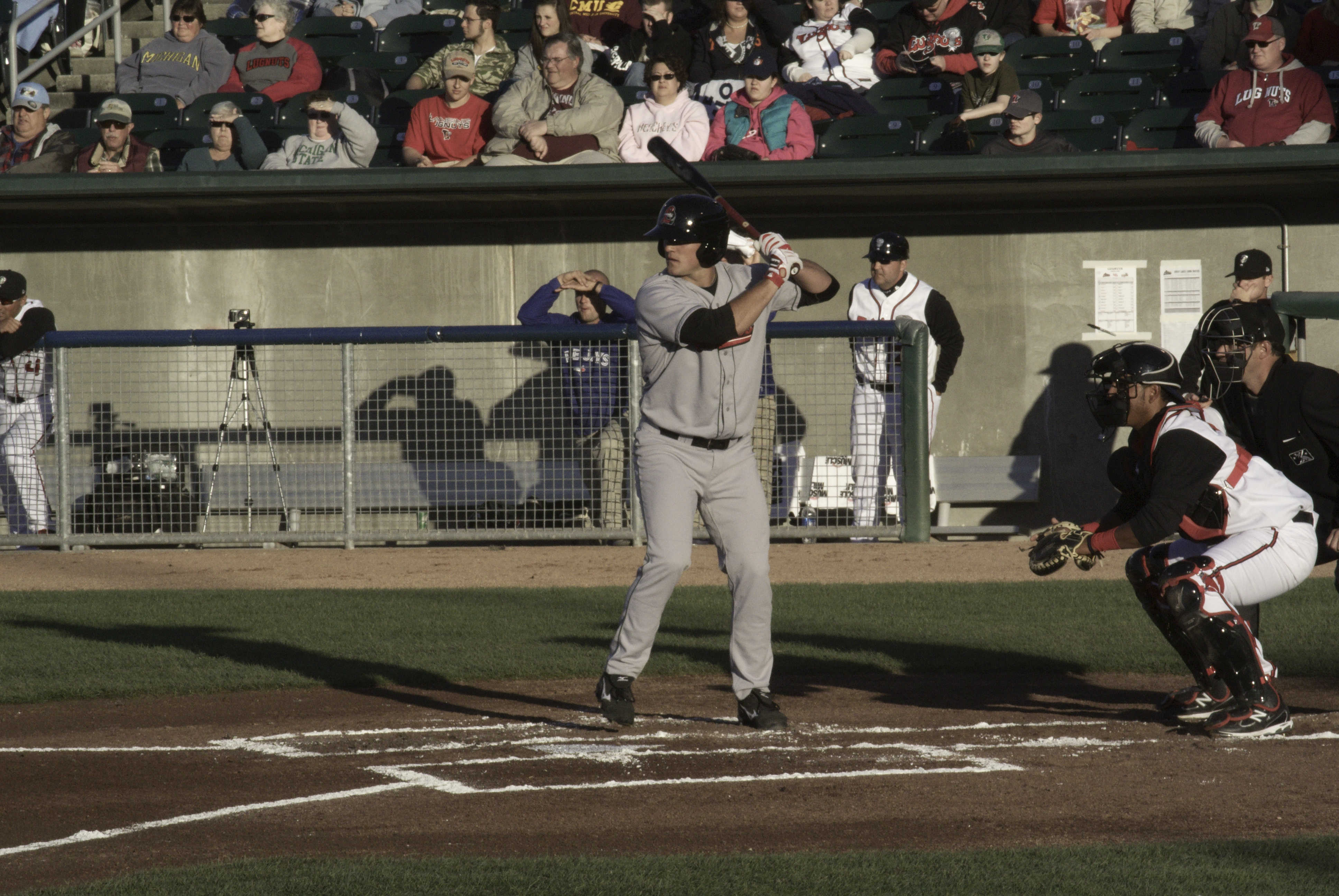
A級グレートレイクス・ルーンズ時代
（2012年4月6日）

2010年のMLBドラフト26巡目（全体802位）でロサンゼルス・ドジャースから指名され、8月16日に契約。契約後、傘下のルーキー級アリゾナリーグ・ドジャースでプロデビュー。5試合に出場して打率.294、1打点、1盗塁を記録した。
2011年はパイオニアリーグのルーキー級オグデン・ラプターズでプレーし、70試合に出場して打率.285、13本塁打、58打点、1盗塁を記録した。
2012年はA級グレートレイクス・ルーンズでプレーし、137試合に出場して打率.260、6本塁打、67打点、17盗塁を記録した。
2013年はA+級ランチョクカモンガ・クエークスでプレーし、125試合に出場して打率.296、27本塁打、91打点、16盗塁を記録した。
2014年はAA級チャタヌーガ・ルックアウツでプレーし、135試合に出場して打率.280、28本塁打、73打点、10盗塁を記録した。6月にはサザンリーグのオールスターゲームに選出されている。シーズン終了後からアリゾナ・フォールリーグに参加し、グレンデール・デザートドッグスに加入。23試合の出場で、打率.310、2本塁打、12打点と活躍し、同リーグのオールスターチームに指名打者として選出された。11月20日にはドジャースとメジャー契約を結び、40人枠入りした。
2015年はAAA級オクラホマシティ・ドジャースで開幕を迎え、6月5日にメジャー初昇格を果たした。同日のセントルイス・カージナルス戦で7番・左翼手で先発起用されてメジャーデビューし、カルロス・マルティネスから初安打を放った。ロースター拡大に伴って再昇格後の9月4日のサンディエゴ・パドレス戦ではジェームズ・シールズからメジャー初本塁打を放った。メジャーでは19試合で9安打を放ち、うち3本が本塁打で長打率.500をマークしてパワーの片鱗をのぞかせた。なお、AAA級オクラホマシティでは121試合に出場して打率.241、13本塁打、50打点、15盗塁という成績を記録した。

### レッズ時代
2015年12月16日にドジャース、シカゴ・ホワイトソックス、シンシナティ・レッズの間の三角トレードで、ホセ・ペラザ、ブランドン・ディクソンと共にレッズへ移籍した。
2016年は、ジェイ・ブルースの途中移籍やビリー・ハミルトンの離脱等の影響もあってか、主に右翼手で外野手の控えとして起用された。82試合に出場して、打率.265、9本塁打、40打点、2盗塁を記録した。
2017年は正右翼手としてメジャーでシーズンの大半を過ごし、141試合に出場、打率.233、30本塁打、67打点、出塁率.307を記録した。
2018年は107試合で打率.255、17本塁打、49打点だった。
2019年は不振と故障が重なって出場機会が僅か30試合に激減した。
2020年7月19日にDFAとなった。

### ブレーブス時代
2020年7月24日に金銭トレードで、アトランタ・ブレーブスへ移籍した。8月6日にDFAとなり、13日にマイナー契約となった。この年は1試合1打席のみの出場だった。

### エンゼルス時代
2020年11月22日にロサンゼルス・エンゼルスとマイナー契約を結んだ。メジャーへ昇格した場合の年俸は90万ドル。
2021年4月16日にメジャー契約を結んでアクティブ・ロースター入りした。だが11試合で打率.148と振るわず、チームもアンソニー・レンドンが膝を痛めて内野手の補充が必要となってフィル・ゴセリンを昇格させるという理由から5月4日にDFAとなった。その後、5月8日にマイナー契約で傘下のAAA級ソルトレイク・ビーズへ配属された。6月28日に再びメジャー契約を結んでアクティブ・ロースター入りした。7月3日に再びDFAとなり、6日にマイナー契約でAAA級ソルトレイクへ配属された。10月6日にFAとなった。

### ロッキーズ傘下時代
2022年3月13日にコロラド・ロッキーズとマイナー契約を結んだ。同年7月4日に放出された。

## 詳細情報

### 年度別打撃成績
| 年 度    | 球 団    | 試 合 | 打 席 | 打 数 | 得 点 | 安 打 | 二 塁 打 | 三 塁 打 | 本 塁 打 | 塁 打 | 打 点 | 盗 塁 | 盗 塁 死 | 犠 打 | 犠 飛 | 四 球 | 敬 遠 | 死 球 | 三 振 | 併 殺 打 | 打 率 | 出 塁 率 | 長 打 率 | O P S |
| -------- | -------- | ----- | ----- | ----- | ----- | ----- | -------- | -------- | -------- | ----- | ----- | ----- | -------- | ----- | ----- | ----- | ----- | ----- | ----- | -------- | ----- | -------- | -------- | ----- |
| 2015     | LAD      | 19    | 40    | 36    | 6     | 9     | 0        | 0        | 3        | 18    | 4     | 2     | 1        | 0     | 0     | 3     | 1     | 1     | 13    | 0        | .250  | .325     | .500     | .825  |
| 2016     | CIN      | 82    | 282   | 257   | 36    | 68    | 12       | 2        | 9        | 111   | 40    | 2     | 4        | 0     | 0     | 19    | 2     | 6     | 59    | 5        | .265  | .330     | .432     | .762  |
| 2017     | CIN      | 141   | 531   | 473   | 63    | 110   | 25       | 2        | 30       | 229   | 67    | 5     | 3        | 0     | 5     | 39    | 5     | 14    | 125   | 7        | .233  | .307     | .484     | .791  |
| 2018     | CIN      | 107   | 430   | 380   | 55    | 97    | 19       | 0        | 17       | 167   | 49    | 4     | 2        | 0     | 2     | 39    | 1     | 9     | 99    | 5        | .255  | .337     | .439     | .777  |
| 2019     | CIN      | 30    | 95    | 81    | 11    | 10    | 2        | 0        | 2        | 18    | 7     | 0     | 1        | 0     | 0     | 14    | 0     | 0     | 27    | 3        | .123  | .253     | .222     | .475  |
| 2020     | ATL      | 1     | 1     | 1     | 0     | 0     | 0        | 0        | 0        | 0     | 0     | 0     | 0        | 0     | 0     | 0     | 0     | 0     | 0     | 0        | .000  | .000     | .000     | .000  |
| 2021     | LAA      | 14    | 34    | 34    | 3     | 5     | 3        | 0        | 0        | 8     | 0     | 0     | 0        | 0     | 0     | 0     | 0     | 0     | 17    | 0        | .147  | .147     | .235     | .382  |
| MLB：7年 | MLB：7年 | 394   | 1413  | 1262  | 174   | 299   | 61       | 4        | 61       | 551   | 167   | 13    | 11       | 0     | 7     | 114   | 9     | 30    | 340   | 20       | .237  | .314     | .437     | .750  |

- 2021年度シーズン終了時

### 年度別守備成績
| 年 度 | 球 団 | 左翼（LF） | 左翼（LF） | 左翼（LF） | 左翼（LF） | 左翼（LF） | 左翼（LF） | 中堅（CF） | 中堅（CF） | 中堅（CF） | 中堅（CF） | 中堅（CF） | 中堅（CF） | 右翼（RF） | 右翼（RF） | 右翼（RF） | 右翼（RF） | 右翼（RF） | 右翼（RF） |
| 年 度 | 球 団 | 試 合      | 刺 殺      | 補 殺      | 失 策      | 併 殺      | 守 備 率   | 試 合      | 刺 殺      | 補 殺      | 失 策      | 併 殺      | 守 備 率   | 試 合      | 刺 殺      | 補 殺      | 失 策      | 併 殺      | 守 備 率   |
| ----- | ----- | ---------- | ---------- | ---------- | ---------- | ---------- | ---------- | ---------- | ---------- | ---------- | ---------- | ---------- | ---------- | ---------- | ---------- | ---------- | ---------- | ---------- | ---------- |
| 2015  | LAD   | 7          | 10         | 0          | 0          | 0          | 1.000      | -          | -          | -          | -          | -          | -          | 6          | 8          | 0          | 0          | 0          | 1.000      |
| 2016  | CIN   | 13         | 17         | 0          | 1          | 0          | .944       | 18         | 30         | 1          | 1          | 0          | .969       | 41         | 89         | 4          | 1          | 0          | .989       |
| 2017  | CIN   | -          | -          | -          | -          | -          | -          | 15         | 37         | 0          | 0          | 0          | 1.000      | 120        | 188        | 7          | 5          | 2          | .975       |
| 2018  | CIN   | 6          | 12         | 0          | 0          | 0          | 1.000      | 16         | 37         | 0          | 0          | 0          | 1.000      | 86         | 141        | 1          | 6          | 0          | .959       |
| 2019  | CIN   | 3          | 2          | 0          | 0          | 0          | 1.000      | 24         | 54         | 0          | 1          | 0          | .982       | 1          | 1          | 0          | 0          | 0          | 1.000      |
| 2020  | ATL   | -          | -          | -          | -          | -          | -          | -          | -          | -          | -          | -          | -          | 1          | 0          | 0          | 0          | 0          | .---       |
| MLB   | MLB   | 29         | 41         | 0          | 1          | 0          | .976       | 73         | 158        | 1          | 2          | 0          | .988       | 255        | 427        | 12         | 12         | 0          | .973       |

- 2020年度シーズン終了時

### 背番号
- 55（2015年 - 同年途中）
- 30（2015年途中 - 同年終了）
- 43（2016年 - 2019年）
- 45（2020年）
- 44（2021年）